# Canoagem nos Jogos Olímpicos de Verão de 2016 - K-2 500 m feminino
A competição do K-2 500 m feminino da canoagem nos Jogos Olímpicos de Verão de 2016 realizou-se nos dias 15 (provas eliminatórias e semifinais) e 16 de agosto (finais), no Estádio da Lagoa.

## Calendário
Horário local (UTC-3)
| Dia          | Horário | Fase          |
| ------------ | ------- | ------------- |
| 15 de agosto | 08:24   | Eliminatórias |
| 15 de agosto | 09:46   | Semifinal     |
| 16 de agosto | 08:16   | Final         |

## Medalhistas
| Ouro   | HUN Gabriella Szabó e Danuta Kozák    |
| Prata  | GER Franziska Weber e Tina Dietze     |
| Bronze | POL Karolina Naja e Beata Mikołajczyk |

## Resultados

### Eliminatórias
Os melhores barcos de cada bateria avançam para as finais A, os demais disputam as semifinais.

#### Bateria 1
| Pos. | Canoísta                            | CON              | Tempo    | Notas |
| ---- | ----------------------------------- | ---------------- | -------- | ----- |
| 1    | Gabriella Szabó Danuta Kozák        | HUN Hungria      | 1:41.092 | FA    |
| 2    | Karolina Naja Beata Mikołajczyk     | POL Polônia      | 1:41.766 | SF    |
| 3    | Anastasiia Todorova Inna Hryshchun  | UKR Ucrânia      | 1:43.967 | SF    |
| 4    | Nadzeya Liapeshka Maryna Litvinchuk | BLR Bielorrússia | 1:44.835 | SF    |
| 5    | Elena Aniushina Kira Stepanova      | RUS Rússia       | 1:45.906 | SF    |
| 6    | Genevieve Orton Kathleen Fraser     | CAN Canadá       | 1:46.148 | SF    |
| 7    | Alyssa Bull Alyce Burnett           | AUS Austrália    | 1:46.933 | SF    |
| 8    | Lani Belcher Angela Hannah          | GBR Grã-Bretanha | 1:53.948 | SF    |

#### Bateria 2
| Pos. | Canoísta                            | CON             | Tempo    | Notas |
| ---- | ----------------------------------- | --------------- | -------- | ----- |
| 1    | Franziska Weber Tina Dietze         | GER Alemanha    | 1:42.184 | FA    |
| 2    | Ren Wenjun Ma Qing                  | CHN China       | 1:44.491 | SF    |
| 3    | Natalya Sergeyeva Irina Podoinikova | KAZ Cazaquistão | 1:45.369 | SF    |
| 4    | Amalie Thomsen Ida Villumsen        | DEN Dinamarca   | 1:46.246 | SF    |
| 5    | Nikolina Moldovan Milica Starović   | SRB Sérvia      | 1:46.410 | SF    |
| 6    | Yvonne Schuring Ana Roxana Lehaci   | AUT Áustria     | 1:46.429 | SF    |
| 7    | Karin Johansson Sofia Paldanius     | SWE Suécia      | 1:46.456 | SF    |

### Semifinal
Os três melhores barcos de cada grupo avançam para a final A, o restante disputa a final B.

#### Semifinal 1
| Pos. | Canoísta                            | CON              | Tempo    | Notas |
| ---- | ----------------------------------- | ---------------- | -------- | ----- |
| 1    | Nadzeya Liapeshka Maryna Litvinchuk | BLR Bielorrússia | 1:42.285 | FA    |
| 2    | Anastasiia Todorova Inna Hryshchun  | UKR Ucrânia      | 1:43.363 | FA    |
| 3    | Alyssa Bull Alyce Burnett           | AUS Austrália    | 1:44.290 | FA    |
| 4    | Yvonne Schuring Ana Roxana Lehaci   | AUT Áustria      | 1:44.462 | FB    |
| 5    | Ren Wenjun Ma Qing                  | CHN China        | 1:44.780 | FB    |
| 6    | Nikolina Moldovan Milica Starović   | SRB Sérvia       | 1:46.008 | FB    |

#### Semifinal 2
| Pos. | Canoísta                            | CON              | Tempo    | Notas |
| ---- | ----------------------------------- | ---------------- | -------- | ----- |
| 1    | Karolina Naja Beata Mikołajczyk     | POL Polônia      | 1:41.684 | FA    |
| 2    | Elena Aniushina Kira Stepanova      | RUS Rússia       | 1:42.439 | FA    |
| 3    | Natalya Sergeyeva Irina Podoinikova | KAZ Cazaquistão  | 1:43.577 | FA    |
| 4    | Karin Johansson Sofia Paldanius     | SWE Suécia       | 1:44.090 | FB    |
| 5    | Genevieve Orton Kathleen Fraser     | CAN Canadá       | 1:45.351 | FB    |
| 6    | Amalie Thomsen Ida Villumsen        | DEN Dinamarca    | 1:47.476 | FB    |
| 7    | Lani Belcher Angela Hannah          | GBR Grã-Bretanha | 1:49.285 | FB    |

### Final

#### Final B
| Pos. | Canoísta                          | CON              | Tempo    |
| ---- | --------------------------------- | ---------------- | -------- |
| 1    | Karin Johansson Sofia Paldanius   | SWE Suécia       | 1:47.207 |
| 2    | Nikolina Moldovan Milica Starović | SRB Sérvia       | 1:48.146 |
| 3    | Yvonne Schuring Ana Roxana Lehaci | AUT Áustria      | 1:48.834 |
| 4    | Amalie Thomsen Ida Villumsen      | DEN Dinamarca    | 1:48.846 |
| 5    | Genevieve Orton Kathleen Fraser   | CAN Canadá       | 1:49.389 |
| 6    | Ren Wenjun Ma Qing                | CHN China        | 1:51.582 |
| 7    | Lani Belcher Angela Hannah        | GBR Grã-Bretanha | 1:54.193 |

#### Final A
| Pos.              | Canoísta                            | CON              | Tempo    |
| ----------------- | ----------------------------------- | ---------------- | -------- |
| Medalha de ouro   | Gabriella Szabó Danuta Kozák        | HUN Hungria      | 1:43.687 |
| Medalha de prata  | Franziska Weber Tina Dietze         | GER Alemanha     | 1:43.738 |
| Medalha de bronze | Karolina Naja Beata Mikołajczyk     | POL Polônia      | 1:45.207 |
| 4                 | Anastasiia Todorova Inna Hryshchun  | UKR Ucrânia      | 1:45.868 |
| 5                 | Elena Aniushina Kira Stepanova      | RUS Rússia       | 1:46.319 |
| 6                 | Nadzeya Liapeshka Maryna Litvinchuk | BLR Bielorrússia | 1:46.967 |
| 7                 | Natalya Sergeyeva Irina Podoinikova | KAZ Cazaquistão  | 1:48.361 |
| 8                 | Alyssa Bull Alyce Burnett           | AUS Austrália    | 1:51.915 |